# Smilodontini
Smilodontini jest wymarłym plemieniem kotów szablastozębnych należącym do podrodziny machajrodonów należącej do kotowatych. Jak sugeruje sama nazwa najbardziej znanym rodzajem tej grupy zwierząt jest smilodon, choć są również dwa inne mniej znane rodzaje - Paramachairodus i Megantereon.
Grupa ta pojawiła się około 10 mln lat temu wraz z gatunkiem Paramachairodus a wymarł wraz z ostatnim gatunkiem Smilodona 10.000 lat temu. Wszystkie koty z tego rodzaju posiadały cechy typowe dla „sztyletozębnych”, tzn. że posiadały długie i wąskie górne kły oraz krępe, dobrze umieśnione ciało.